# El Morocco
El Morocco fut un des cabarets montréalais les plus prestigieux et courus dans les années 1940 et 1950. Il était situé au 1445, rue Lambert-Closse à Montréal (tout près de l'ancien Forum de Montréal). 
Selon le chroniqueur montréalais Al Palmer, « The El had the priettiest chorus line, the funniest comics, the thickest steaks and the strongest drinks ».
Toutes les célébrités américaines de passage à Montréal venaient y faire un tour tels les boxeurs Jack Dempsey et Jack Sharkey, plusieurs joueurs professionnels de hockey ou encore Lili St-Cyr après son spectacle au Théâtre Gayety. Lors d'une visite au El Morocco, elle fit la connaissance de la chanteuse Alys Robi qui triomphait à cet endroit. Alys Robi qui fut une des rares artistes canadiennes à se produire dans cet établissement haut de gamme qui préférait recevoir des vedettes étrangères. 
Un des copropriétaires du cabaret fut le promoteur de lutte et de boxe Eddie Quinn et le gérant du El Morocco a été pendant de nombreuses années l'ancien joueur de hockey Jimmy Orlando (qui connut une relation tumultueuse et médiatisée avec Lili St-Cyr). 
El Morocco, inspiré librement du cabaret « El Morocco » de New-York, était une institution phare des cabarets montréalais des années 1940 et du début des années 1950.

## Source
- William Weintraub, City Unique, Montreal Days and Night in the 1940's and 50's, 2004 (2e édition) Robin Brass Studio